# 日本都市総合研究所
株式会社日本都市総合研究所（にほんとしそうごうけんきゅうじょ）は、日本の都市計画コンサルタント。

## おもな作品・業績
- 東急百貨店/Bunkamura商業開発のマスタープラン「渋谷計画1985」
- 稲城市市域多摩ニュータウン計画立案
- 吉祥寺グランドデザイン策定支援委託
- 北彩都あさひかわ都市設計, 北彩都あさひかわ都市照明計画 (ランドスケープデザイン：ディー・エム  トミタライティングデザインらと)
- 旭川都市拠点地区都市設計
- 帯広駅周辺拠点整備（1996(平成8)年度日本都市計画学会 計画設計賞）
- 花巻駅周辺地区市街地整備（日本都市計画学会計画設計賞）
- 丸亀駅周辺地区都市設計（GK設計、環境エンジニアリングらと、1992手づくり郷土賞ふるさとの色と光）
- 港北ニュータウンセンター地区基本設計
- 蔵王みはらしの丘地区高質空間形成計画策定業務
- 栗東駅周辺地区市街化推進計画調査
- 神戸市東部新都心地区土地利用計画および都市デザイン基本設計
- 青函圏地域交流圏形成検討
- 首都圏業務核都市に関する検討
- 横浜米軍返還施設跡地利用計画
- 普天間飛行場跡地利用計画
- 蘇我臨海部地区整備計画
- 神戸市複合産業団地面的開発
- 鶴岡西部顔づくり調整
- 渡良瀬遊水地の自然保全及び利用の基本方針検討調査

## 沿革
- 1973年設立